# Cephalanthera austiniae
Céphalanthère d'Austin
Espèce
Synonymes
- Cephalanthera oregana Rchb.f.[2]
- Chloraea austiniae A.Gray[2]
- Chloraea oregana Nutt. ex Benth. & Hook.f. (basionyme)[2]
- Eburophyton austiniae (A.Gray) A.Heller[2]
- Epipactis austiniae (A.Gray) Wettst.[2]
- Epipactis oregana (Rchb.f.) Wettst.[2]
- Limodorum austiniae (A.Gray) Kuntze[2]
- Limodorum oreganum (Rchb.f.) Kuntze[2]
- Serapias austiniae (A.Gray) A.A.Eaton[2]

Cephalanthera austiniae, la Céphalanthère d'Austin, est une espèce de plantes à fleurs de la famille des Orchidaceae. C'est une orchidée endémique de l'Ouest de l'Amérique du Nord où elle est la seule représentante du genre Cephalanthera. Cette plante entièrement blanche car achlorophyllienne tire son alimentation uniquement de sa relation avec des champignons qui lui apportent la sève élaborée produite par les arbres environnants.

## Taxonomie
L'espèce est tout d'abord décrite en 1876 sous le nom Chloraea austiniae par l'Américain Asa Gray, à l'origine de la première flore d'Amérique du Nord, à partir de spécimens récoltés dans un ravin boisé de la Sierra Nevada à proximité de Quincy. L'auteur rapproche cette espèce du genre sud-américain Chloraea plutôt que du paléarctique Cephalanthera à cause de l'absence d'articulation du labelle entre l'épichile et l'hypochile. Elle est tout de même reconnue en 1900 par l'Américain Amos Arthur Heller comme une espèce de Cephalanthera ; néanmoins, en 1904, arguant le caractère intermédiaire de l'espèce entre les Chloraea et les Cephalanthera ainsi que la mycohétérotrophie qu'il croit être une particularité, Heller crée un nouveau genre monospécifique et nomme l'espèce Eburophyton austiniae. Cependant, les recherches du XXe siècle démontrent l'universalité de cette stratégie écologique et rapprochent les caractères floristiques de l'espèce avec ceux des Cephalanthera,.

### Étymologie
L'épithète spécifique « austininae » est un hommage à la botaniste Rebecca Merritt Austin (d), découvreuse et récolteuse des premiers spécimens, « dont le zèle et les services rendus à la botanique, et notamment ses observations sur les mœurs de Darlingtonia, rendent particulièrement approprié que cette remarquable plante […] commémore son nom »,.

### Nom vulgaire et vernaculaire
En français, l'espèce est nommée de son nom normalisé et vulgarisé « Céphalanthère d'Austin ». En anglais, elle est nommée de son nom vernaculaire « Phantom orchid » (l'Orchidée fantôme), en raison de sa couleur blanche due à l'absence de chlorophylle.

## Description

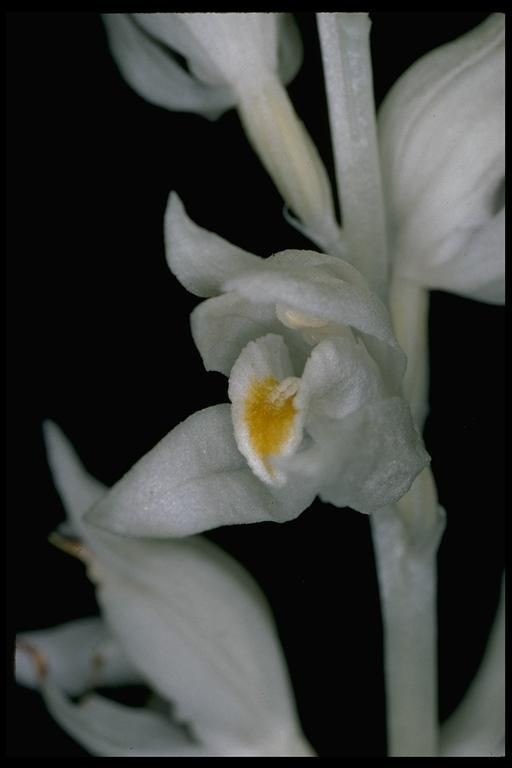
Cephalanthera austiniae - fleur

Cephalanthera austiniae est une plante de 19 à 65 cm entièrement blanche, brunissant avec l'âge. Ses feuilles sont réduites à des bractées lancéolées achlorophylliennes. Ses inflorescences portent de 5 à 20 fleurs blanches aux sépales elliptiques à lancéolés et aigus assez longs, mesurant de 12 à 20 mm ; le labelle, de 8 à 12 mm de large pour 9 à 14 mm de long, présente des papilles jaunes ; le gynostème mesure de 6 à 9 mm ;  le fruit est une capsule dressée brune, ellipsoïde à presque lancéolée, de 15 mm de long pour 10 mm de large,.

## Biologie
Cette plante vivace est totalement mycohétérotrophe et ne pratique pas la photosynthèse, son alimentation provenant exclusivement de sa relation avec des champignons des genres Thelephora et Tomentella qui lui apportent les nutriments nécessaires produits par les arbres avec lesquels ils sont en relation mycorhizienne. Ces champignons se rencontrent presque uniquement dans les forêts intactes et pérennes ; ils sont sensibles aux éléments constituant le microhabitat et à l’altération de l’habitat comme le compactage du sol, le réseau mycorhizien pouvant s'étaler sur plusieurs dizaines de mètres depuis l'arbre nourricier,,.
Sa floraison s'étale de mars à juillet, mais elle est très inégale d'une année sur l'autre,.
C. austiniae ne produit ni nectar ni parfum et semble attirer les insectes soit par don de pollen, soit par ses papilles jaunes formant un pseudo-pollen. Cependant, les observations restent très rares et, alors que les preuves existent concernant le mimétisme des papilles des Céphalanthères européennes, elles manquent pour cette espèce. Les pollinisateurs de la Céphalanthère d’Austin ne sont pas connus précisément. Il pourrait s'agir d'abeilles solitaires de la famille des Halictes à l'instar de Lasioglossum pullilabre et Lasioglossum nigrescens. L'autopollinisation est possible, mais les graines ainsi produites manquent de vigueur et leur viabilité est réduite. Au Canada, le succès de la fécondation et de la fructification est faible, aux USA, elle ne dépasse pas 25 %,.

## Habitat et répartition
Cephalanthera austiniae apprécie l'ombre, la litière décomposée, les sols au pH neutre à basique, et la proximité des ruisseaux des anciennes forêts denses de Pinus ponderosa, Pinus jeffreyi, Abies magnifica, Tsuga heterophylla, Tsuga mertensiana et Pseudotsuga menziesii ainsi que les forêts plus sèches à proximité des dunes du littoral. Elle est présente dans l'Ouest de l'Amérique du Nord sur les chaînes côtières du Pacifique dont la Sierra Nevada et les montagnes Bleues du niveau de la mer à 2 200 m d'altitude, au Canada en Colombie britannique et aux USA en Californie, en Idaho, en Oregon et dans l'État de Washington,,,,.
D'autres Orchidées poussent dans des biotopes identiques et se rencontrent fréquemment à proximité de C. austiniae, telles que Corallorhiza maculata, Cypripedium fasciculatum, Listera convallarioides, Piperia transversa et Piperia unalascensis.

## Menaces
En Californie, l'espèce n'est pas considérée comme en danger et peut être localement abondante alors qu'au Canada elle est considérée comme « en danger de disparition » à cause de ses populations pauvres et fragmentées et du déclin de ses habitats. Elle fait partie du programme de rétablissement des espèces en péril initié en 2018 par le gouvernement. 
Une étude portant sur la modélisation de l'évolution des niches écologiques face aux changements climatiques de seize Orchidées oligo-mycohétérotrophes de différentes parties du monde prédit une extinction totale de Cephalanthera austiniae à l'horizon 2100, alors que certaines, comme Erythrorchis cassythoides et Limodorum abortivum verraient leur aire de répatition diminuer de 50 % ; à l'inverse d'autres espèces, telles que Wullschlaegelia calcarata, Hexalectris spicata et Uleiorchis ulaei, verraient leur aire de répartition climatique multipliée par 16 à 74.